# MSC Grandiosa
MSC Grandiosa — третье круизное судно класса Meraviglia. Ходит под флагом Мальты, принадлежит и управляется MSC Cruises. Пассажировместимость составляет 6 334 пассажира и 1 704 члена экипажа, на судне располагается 2 421 каюта.

## Строительство
1 февраля 2016 года MSC Cruises объявила о заказе на строительство двух новых судов Meraviglia класса, водоизмещением 181 541 брт и максимальной вместимостью 6 334 пассажира, общей стоимостью 1.7 миллиарда долларов.
9 ноября 2019 года произошла церемония крещения нового судна, которая проходила на реке Эльбе, крёстной стала актриса Софи Лорен.

## Маршрут
Начиная с 23 ноября 2019 года, MSC Grandiosa начало еженедельные круизы по западному Средиземноморью.